# Rench

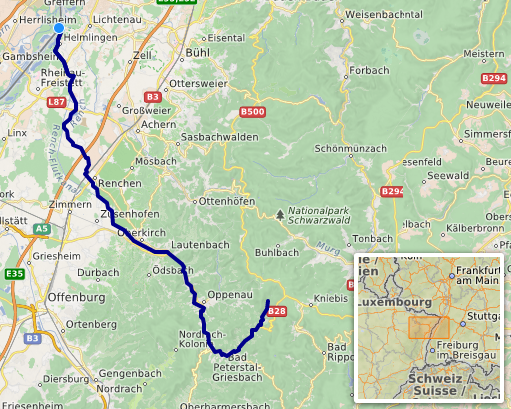
Rench

Rench es el nombre de un afluente derecho del Rin en el sur de Baden-Wurtemberg, Alemania. Nace en el monte Kniebis cerca de Griesbach. Después de un recorrido de 57 km desemboca en el Rin cerca de Rheinau.